# All I Need
«All I Need» és una cançó del grup britànic Radiohead llançada com a cinquè senzill de l'àlbum In Rainbows el 9 de gener de 2009.
Jonny Greenwood, guitarrista de la banda, volia recuperar la sensació de soroll blanc generada com una banda tocant intensament en una habitació, però no era capaç de produir el so en un estudi de gravació formal. Finalment va optar per utilitzar una secció de corda, la Millennia Ensemble, per tocar totes les notes de l'escala musical cobrint totes les freqüències auditives. La versió final de la cançó fou el resultat de quatre versions diferents ajuntant els millors talls.
L'estrena de la cançó es va realitzar en un concert a Auditorium Theatre de Chicago el 20 de juny de 2006.
Radiohead va produir el videoclip en col·laboració amb MTV per una campanya de prevenció del tràfic de persones i l'esclavatge. Steve Rogers dirigí el videoclip a Austràlia amb el director de fotografia John Seale. Filmat en pantalla partida, es pot comprovar les diferències entre dos nenes que viuen en parts del món oposades, un d'una àrea desenvolupada i l'altre forçat a treballar en la fabricació de sabates. Fou destacat i guardonat per diverses entitats i fundacions humanitàries.